# Masacre de El Amparo
La Masacre de El Amparo fue un hecho acontecido el sábado 29 de octubre de 1988, específicamente en la población de El Amparo, municipio Páez del estado Apure fronterizo con Colombia. Fueron asesinados presuntos 14 guerrilleros, que supuestamente se hacían pasar por pescadores, por funcionarios policiales y militares del Comando Específico “José Antonio Páez” (Cejap), durante el gobierno de Jaime Lusinchi, en una operación denominada “Anguila III”, se luchaba contra grupos subversivos colombianos.
Las víctimas totales fueron 16, dos de ellas sobrevivieron: Wolmer Gregorio Pinilla y José Augusto Arias. Esta operación fue coordinada por los jefes del Cejap el General Humberto Camejo Arias, el Coronel Enrique Vivas Quintero y el Jefe Nacional de Operaciones de la policía política Disip Henry López Sisco. 

## Proceso judicial
El proceso de investigación del caso se realizó bajo la jurisdicción militar. Era común en la administración de justicia que los casos donde se producían muertes perpetradas por militares en el contexto de persecución a grupos insurgentes, los hechos fuesen investigados por la jurisdicción militar. Los militares y policías se declararon inocentes, alegando haber actuado en legítima defensa pues se enfrentaron supuestamente con integrantes de un grupo subversivo.
El 31 de octubre de 1988 el Juzgado Militar de Primera Instancia Permanente de San Cristóbal, estado Táchira abrió la averiguación sumarial. El 14 de noviembre de ese año, es decir, quince días después, ordenó la detención de los dos sobrevivientes Wolmer Gregorio Pinilla y José Augusto Arias imputándoles el delito de rebelión militar tipificado en el artículo 476,ordinal 1 del Código de Justicia Militar vigente para la época. De esta manera las víctimas era formalmente declaradas integrantes de un grupo subversivo y los responsables de la masacre eran librados de culpa al afirmar el tribunal que la legitima defensa era una causa de exclusión de los asesinatos ocurridos y declaró terminada la investigación contra los militares y policías. La decisión fue remitida a consulta obligatoria al Consejo de Guerra Permanente de San Cristóbal, estado Táchira. El 30 de diciembre de 1988 dicho Consejo de Guerra revocó la decisión del Tribunal de Primera Instancia, y ordenó la detención de los militares y policías por la presunta comisión de los delitos de homicidio intencional, uso indebido de armas de fuego y simulación de hechos punibles. El 16 de enero de 1989 el Consejo de Guerra revocó el auto de detención contra los dos sobrevivientes. Al apelar los autores de la masacre de la orden de detención, la causa se remitió a la Corte Marcial. La Corte en fecha 5 de abril de 1989 revocó la decisión del Consejo de Guerra Permanente.
Al interponerse recuso ante esa decisión la Sala Penal de la Corte Suprema de Justicia declara con lugar el recurso de fondo, casa la sentencia recurrida y ordena remitir la causa nuevamente a la Corte Marcial para que produzca una nueva decisión. La Corte Marcial el 24 de abril de 1990 confirma la detención de militares y policías y confirma la libertad de los dos sobrevivientes. La causa regresa a la Sala de Casación Penal quien en fecha 26 de junio de 1990 declara la nulidad parcial de la sentencia que en abril había dictado la Corte Marcial. Le ordena que emita una nueva sentencia. Así la Corte Marcial el 6 de agosto de 1990 volvió a confirmar la orden de detención a los perpetradores de la masacre y confirmó la libertad de los dos sobrevivientes. Por tercera vez la Sala Penal conoce de la causa, confirma la decisión de la Corte Marcial y ordena que el proceso siga su curso. El proceso sigue su curso en el Juzgado Militar de Primera Instancia quien declaró culminada la etapa sumarial. Tal como lo disponía el artículo 224 del Código de Justicia Militar el expediente se le remitió al presidente de la República. El 13 de noviembre de 1990 el presidente ordenó se continuara el juicio. Siguiendo su curso normal nuevamente el Consejo de Guerra Permanente de San Cristóbal conoce de la causa.
De esta manera, el 23 de abril de 1992 el Consejo Permanente de Guerra de San Cristóbal dictó sentencia absolviendo a los responsables de la masacre, solicitó a la Corte Suprema de Justicia que declare si había o no mérito para enjuiciar al diputado Walter Márquez quien venía insistiendo se había producido una masacre. El Consejo de Guerra declaró que los 14 pescadores muertos eran integrantes de un grupo subversivo colombiano, que los policías y militares actuaron defendiendo la soberanía del país. Otra vez la causa llega a la Corte Macial quien en fecha 2 de marzo de 1993 dicta sentencia revocando la sentencia del Consejo de Guerra Permanente y condenó a los responsables de la masacre a cumplir una pena de siete (7) años y seis (6) meses como autores de homicidio intencional. Se asesinó a 14 personas con alevosía y premeditación y la condena fue menos a 8 años. 
El tribunal para justificar esa condena alegó que hubo exceso en la defensa. Con ello indicaba que los pescadores muertos si eran guerrilleros y habían atacado a los militares. Al ser presentado un recurso de casación la Sala Penal de la Corte Suprema de Justicia en fecha 19 de noviembre de 1993 anula el fallo y ordena se dicte nueva sentencia. La Corte Marcial al dictar la nueva sentencia absuelve a los militares y policías y ordena la libertad de siete de ellos que estaban detenidos. Los dos sobrevivientes y el fiscal de la Corte Marcial interponen recurso de casación. La Sala Penal el 5 de noviembre de 1996 le ordena a la Corte Marcial dicte una nueva sentencia. La Corte dicta sentencia el 30 de junio de 1998 declaró no culpables a los responsables de la masacre al considera actuaron en cumplimiento de su deber y en legítima defensa.  Es importante destacar que nunca se abrió investigación a los responsables intelectuales de la masacre, a quienes planificaron y ordenaron que esa matanza se realizara. Los dos sobrevivientes junto a la organización de derechos humanos Programa Venezolano de Educación Acción en Derechos Humanos (PROVEA) a pesar de la impunidad sentenciada persistieron en la necesidad que se hiciera justicia. Así han mantenido la exigencia que el caso debe ser reabierto para ser investigado en la jurisdicción civil y dictar nueva sentencia en consideración que hubo un fraude a la justicia y se incumplió la sentencia de la Corte Interamericana de Derechos Humanos que el 18 de enero de 1995 ordenó sancionar a los responsables e indemnizar a los familiares de las víctimas y a los dos sobrevivientes.
En este proceso judicial se evidenció, por parte de los fiscales militares y los jueces, una serie de irregularidades con la finalidad de garantizar impunidad. Estos, junto con los autores intelectuales de la masacre y los abogados defensores de los policías y militares entretejieron una red de complicidad y maniobras para garantizar que en cada escala del proceso se crearan condiciones que permitieran dictar un fallo de no culpabilidad a los responsables. Hasta la fecha, ninguno de los acusados han sido detenidos, al contrario, hoy gozan de plena libertad y algunos ocupan altos cargos públicos.

## Proceso en instancias internacionales

### Sentencia de la Corte Interamericana de Derechos Humanos
Ante la actuación irregular de los tribunales venezolanos en la jurisdicción militar, el caso de El Amparo fue presentado el 10 de agosto de 1990 en la Comisión Interamericana de Derechos Humanos (CIDH) y ésta lo presentó a la Corte Interamericana de Derechos Humanos de la OEA el 14 de enero de 1994. La Corte dictó sentencia dos años después el 18 de enero de 1995 sobre el fondo y una segunda sentencia estableciendo en monto de las indemnizaciones y ordenando investigar y sancionar el 14 de septiembre de 1996.
Las organizaciones de derechos humanos Red de Apoyo por la Justicia y la Paz y el Programa Venezolano de Educación-Acción en Derechos Humanos (Provea), con el acompañamiento de las organizaciones internacionales Americas Watch y Centro para la Justicia y el Derecho Internacional (Cejil), presentaron una petición en la Comisión. La otra petición fue presentada por Walter Márquez, quien era diputado independiente del partido Movimiento al Socialismo (MAS).
El 10 de agosto de 1990, la Comisión Interamericana de Derechos Humanos abrió el caso asignándole el número 10.602. El 12 de octubre 1993, la Comisión de conformidad con el artículo 50 de la Convención Americana sobre Derechos Humanos publicó un informe en el cual se recomendaba al gobierno de Venezuela, para ese entonces al mando de Ramón José Velásquez, que investigara y sancionara a los autores materiales, intelectuales y encubridores del hecho, a su vez que se indemnizara a las víctimas. Al no cumplir el Estado venezolano con la decisión de la CIDH la Comisión presentó el caso ante la Corte Interamericana de Derechos Humanos.
El 18 de enero de 1995 la Corte dictó sentencia. Debe destacarse que en fecha 1 de agosto de 1994 el Estado al contestar la demanda le informó a la Corte que aceptaba la responsabilidad internacional por la masacre, con lo cual el Estado venezolano admitió que los 14 pescadores fueron asesinados por funcionarios militares y policías, que se produjo una masacre y que no hubo justicia.

## Fallecidos durante este hecho
En el enfrentamiento perecieron 14 personas, siendo ellas:
- José Indalecio Guerrero, de 51 años, nacido en El Amparo, era el maquinista de la lancha interceptada por el Cejap.
- José Emeterio Vivas, mecánico, ex reservista del Ejército, nativo de San José de Bolívar, Estado Táchira.
- José Ramón Puertas García, de 30 años, natural de Elorza en el Estado Apure, jornalero y pescador.
- Pedro Indalecio Mosqueda, de 32 años, nacido en El Amparo, ex reservista del Ejército y pescador.
- Rafael Magín Paúl Moreno, de 45 años, natural de Mata Azul de Agua, Estado Apure, pescador agricultor.
- Carlos Antonio Eregua, de 19 años, estudiante, nacido en Arauca, hijo del anterior. Residenciado en Colombia.
- Luis Alfredo Berríos, de 42 años, bedel del Liceo Francisco Aramendi.
- José Mariano Torrealba, de 50 años, pescador nacido en El Amparo.
- José Gregorio Torrealba, de 22 años, pescador, hijo del anterior y nacido en El Amparo.
- José Rigoberto Araujo, de 36 años, pescador, nacido en Orichuna, estado Apure.
- Arín Obadías Maldonado, colombiano de 44 años, albañil, nacido en Arauquita.
- Moises Antonio Blanco, de 24 años, colombiano, nacido en Arauca, residenciado en El Amparo, pescador y jornalero.
- Julio Pastor Ceballos, de 43 años, albañil y conuquero, nacido en Puerto Rondón en El Casanare, Colombia. Tenía 10 años viviendo en El Amparo.
- Justo Pastor Moncada, de 39 años, agricultor de Córdoba, con 16 años viviendo en El Arauca.

Y se declaran como sobrevivientes a este hecho José Augusto Arias y Wolmer Gregorio Pinilla quienes fueron posteriormente llamados a testificar en el juicio contra los indiciados como perpetradores de la masacre.

## Responsables de la masacre
Los autores intelectuales y organizadores de la llamada operación "Anguila III" fueron:
- Humberto Antonio Camejo Arias, General de División del Ejército, Comandante de la Segunda División del Ejército, asignado al CEJAP.
- Henry López Sisco fue el jefe nacional de operaciones de la Disip y presuntamente estuvo vinculado en la coordinación de la masacre de El Amparo, hecho ocurrido el 29 de octubre de 1988, en el estado Apure, lugar donde fueron asesinados 14 pescadores por funcionarios policiales y militares del Comando Específico “José Antonio Páez” (Cejap), durante el gobierno de Jaime Lusinchi, en una operación denominada “Anguila III”, que consistía en la lucha contra grupos subversivos colombianos.
- Enrique Vivas Quintero, Coronel del Ejército, para la época era Jefe de la Guarnición de zona donde ocurrieron los hechos, reportó la acción al Ministerio Público.
- Ramón Rodríguez Chacín, capitán de navío, quien para el momento de la masacre fue uno de los pioneros a la hora de la toma de decisiones y accionar el gatillo, actualmente activista del PSUV, fue gobernador del estado Guarico, entidad federal del estado venezolano.

Los funcionarios que participaron directamente en la masacre disparando contra los 14 pescadores fueron:
- Alí Coromoto González, Capitán de Corbeta de la Armada venezolana, de 36 años, Comandante de la Operación.
- Ernesto Morales Gómez, Maestro Técnico de Primera del Ejército de Venezuela, de 34 años.
- Omar Antonio Pérez Hudson, Sargento Técnico de Primera del Ejército de Venezuela, de 30 años.
- Salvador Ortíz Hernández, Sargento Mayor del Ejército de Venezuela, de 31 años.
- Andrés Alberto Román Moreno (a) Mario Perolito, Comisario General de la DISIP, Jefe de la Brigada Territorial andina, de 47 años.
- Maximiliano José Monsalve Planchart, Comisario de la DISIP, de 38 años. Explosivista de la Brigada de Intervenciones.
- Celso José Rincón Fuentes (a)Hipólito, Inspector Jefe de la DISIP, de 42 años.
- Carlos Humberto Durán Tolosa (a) Cocoliso, Inspector Jefe de la DISIP, de 35 años.
- José Ramón Zerpa Póveda, Inspector de la DISIP, de 32 años de edad.
- Luis Alberto Villamizar, Inspector de la DISIP, de 30 años de edad.
- Franklin Gómez Rodríguez, Subinspector de la DISIP, de 33 años.
- Omar Gregorio Márquez, Subinspector de la DISIP.
- Tonny Richard Urbina Sojo, Detective de la DISIP.
- Ronald de Jesus Cisneros, Detective de la unidad de Explosivos de la DISIP, de 19 años.
- Gabriel Armas, Detective unidad comandos de la DISIP de 20 años.
- Gerardo Rugeles Molina, Sumariador Jefe de la PTJ, de 47 años.
- Edgar Arturo Mendoza Guanaguanay (a) Mendocita, Inspector Jefe de la PTJ, de 37 años.
- Florencio Javier López, Subcomisario de la PTJ, de 37 años.
- Alfredo José Montero, Subinspector de la PTJ, de 30 años.
- Javier Humberto Baez Ortega , Detective unidad comandos de la DISIP. De 19 años.
- Jesús Rafael Rodríguez Salazar, Subinspector de la PTJ.
- Daniel Virgilio Vitanare Gómez, Agente Principal de la PTJ.
- Gerardo Rugeles Molina, Sumariador III de la PTJ.

## Películas
- El Amparo (película) (2019)